# Distretto di Dubăsari
Il distretto di Dubăsari è uno dei 32 distretti della Moldavia. Parte del territorio, tra cui la città di Dubăsari, è sotto il controllo della repubblica separatista di Transnistria. Il capoluogo è così diventato il comune di Cocieri.
È de facto l'unico distretto della Transnistria rimasto sotto controllo della Moldavia.

## Società

### Evoluzione demografica
In base ai dati del censimento, la popolazione è così divisa dal punto di vista etnico:
| Etnia       | Abitanti | %     |
| ----------- | -------- | ----- |
| Moldavi     | 32.652   | 95,99 |
| Ucraini     | 521      | 1,53  |
| Russi       | 611      | 1,80  |
| Gagauzi     | 45       | 0,13  |
| Bulgari     | 16       | 0,05  |
| Rumeni      | 102      | 0,30  |
| Altre etnie | 68       | 0,20  |

## Geografia antropica

### Suddivisioni amministrative
Il distretto è formato da 11 comuni

#### Comuni
1. Cocieri
2. Corjova
3. Coșnița
4. Doroțcaia
5. Holercani
6. Marcăuți
7. Molovata
8. Molovata Nouă
9. Oxentea
10. Pîrîta
11. Ustia